# Arie Jan Haagen-Smit
Arie Jan Haagen-Smit (Utrecht, 22 december 1900 – Pasadena, 17 maart 1977) was een Nederlands scheikundige die woonde en werkte in de Verenigde Staten. Hij is vooral bekend voor het leggen van het verband tussen luchtvervuiling (in de vorm van smog) en onder andere het toenemende automobielgebruik in Zuid-Californië.

## Biografie
De in Utrecht geboren Haagen-Smit was de zoon van Jan Willem Adrianus Haagen-Smit en Maria Geertruida van Maanen. Zijn vader, die scheikundige was bij de Koninklijke Nederlandse Munt, wist de interesse voor zijn vak op zijn zoon over te brengen. Arie Jan bezocht de hogereburgerschool (hbs) in Utrecht en studeerde aansluitend organische scheikunde aan de Universiteit Utrecht. In 1926 behaalde hij er zijn mastergraad en promoveerde drie jaar later onder Lavoslav Ružička met het proefschrift "Onderzoekingen op het gebied van de sesquiterpenen".
Van 1929 tot aan 1935 bleef hij verbonden aan de Universiteit Utrecht, eerst als hoofdassistent in de organische scheikunde onder Fritz Kögl, later als universitair docent. Zijn belangrijkste interessegebieden waren de chemische samenstellingen van natuurlijke producten. In het bijzonder deed hij onderzoek naar plantenhormonen, "auxines" genoemd, welke hij – samen met Kögl en diens medewerkster Erxleben – in 1934 isoleerde.
In 1936 werd Haagen-Smit voor een lezing aan de Harvard-universiteit uitgenodigd. Het jaar erop werd hij benoemd tot universitair hoofddocent aan het California Institute of Technology (Caltech) door Nobellaureaat Thomas Hunt Morgan en in 1940 tot hoogleraar bio-organische scheikunde aan de faculteit biologie. Van 1965 tot aan zijn pensionering in 1971 was hij directeur van Caltech's "Plant Environmental Laboratory".
Zijn werk gedurende de beginjaren 1940 focuste zich op een uitgebreide studie naar etherische oliën, vluchtige vloeistoffen gewonnen uit planten. Zijn werk over deze oliën was niet alleen van groot belang voor de voedselindustrie maar ook voor andere industrieën, zoals de verf- en cosmetische industrie.
Samen met de Amerikaanse scheikundigen James English Jr. en James Frederick Bonner isoleerde Haagen-Smit uit gewone boonplanten als eerste traumatinezuur, een plantaardig wondgeneeshormoon.

## Luchtvervuiling
Eind jaren veertig kregen een groeiend aantal inwoners van Zuid-Californië last van brandende ogen en ademhalingsirritatie door smog. Alhoewel zijn zorgen aanvankelijk uitgingen naar ziektes bij zijn planten werd Haagen-Smit door de overheid gevraagd om nader onderzoek te doen en een oplossing te vinden.
Gebruikmakend van technieken die hij had ontwikkeld voor zijn werk over etherische oliën stelde hij vast dat het fenomeen smog het resultaat was van een chemische verandering in de atmosfeer veroorzaakt door onverbrande koolwaterstoffen, ozon en stikstofoxiden. De belangrijkste boosdoeners hiervan waren uitlaatgassen van auto's en de uitstoot door de lokale zware industrie. Om de intensiteit van smog te meten ontwikkelde hij tevens een ozontest welke een belangrijk instrument werd in de beheersing van de luchtverontreiniging.
Haagen-Smit werd een uitgesproken voorstander van het instellen van luchtverontreinigingsstandaarden en het promoten van een schone lucht. Hij voerde actief campagne voor schonere auto's, het toepassen van katalysatoren en het filteren van de uitstoot van gassen bij fabrieken. Daarnaast diende hij als raadgever voor de "Los Angeles Air Pollution Control District", de "United States Public Health Department" en de "California Department of Public Health".
In 1968 werd hij door Ronald Reagan, op dat moment gouverneur van Californië, benoemd tot de eerste voorzitter van het "California Air Resources Board". Vijf jaar later werd hij door dezelfde Reagan uit deze functie ontslagen omdat hij weigerde zijn luchtvervuiling beperkende maatregelen af te zwakken.

## Erkenningen
Voor zijn werk en inzet ontving Haagen-Smit diverse nationale en internationale onderscheidingen, waaronder Ridder in de Orde van Oranje-Nassau (1947), de Fritiziche Award (1950) en Tolman Award (1964) van de American Chemical Society, de National Medal of Science (1973), de Tyler Prize for Environmental Achievement (1974) en de Elliott Cresson Medal (1974).

## Persoonlijk
Haagen-Smit huwde in 1930 Petronella Francina Pennings met wie hij, voor haar overlijden in 1933, een zoon kreeg. In 1935 hertrouwde hij met Maria Wilhelmina Bloemers, een promotiestudente botanie aan de Universiteit Utrecht. Met haar kreeg hij drie dochters.